# اليكس باستور
اليكس باستور (بالهولندية: Alex Pastoor)‏ (26 أكتوبر 1966 بأمستردام في هولندا - ) هو مدرب كرة قدم ولاعب كرة قدم هولندي في مركز الوسط. لعب مع نادي فولندام ونادي هيرنفين وK.R.C. Zuid-West-Vlaanderen ‏ وSC Austria Lustenau ‏.

## وصلات خارجية
- اليكس باستور على موقع قاعدة بيانات كرة القدم.إي يو (الإنجليزية)
- اليكس باستور على موقع عالم كرة القدم.نت (الإنجليزية)

قالب:مدربو بوندسليغا النمسا لكرة القدم